# Herbert Sněhota
Herbert Sněhota (* 8. října 1940 Bolatice) je bývalý český fotbalový útočník.

## Hráčská kariéra
S kopanou začínal v rodných Bolaticích, dále hrál za Vítkovice (tehdy VŽKG Ostrava). V československé nejvyšší soutěži nastoupil za Spartak ZJŠ Brno (dobový název Zbrojovky) celkem ve 25 utkáních, v nichž vstřelil 2 branky. V Poháru veletržních měst (předchůdce Poháru UEFA) odehrál 4 utkání, neskóroval (1963/64: 2 / 0, 1964/65: 2 / 0).
Po 21. srpnu 1968 emigroval do Jihoafrické republiky, kde pokračoval ve fotbalové kariéře.

### Prvoligová bilance
| Ročník             | Zápasy | Góly | Minuty | Klub                |
| ------------------ | ------ | ---- | ------ | ------------------- |
| I. liga 1963/64    | 8      | 0    | 474    | TJ Spartak ZJŠ Brno |
| I. liga 1964/65    | 17     | 2    | 1 302  | TJ Spartak ZJŠ Brno |
| CELKEM I. ČS. LIGA | 25     | 2    | 1 776  |                     |